# Pabré (departamento)
Pabré é um departamento ou comuna da província de Kadiogo no Burkina Faso. A sua capital é a cidade de Pabré.
Em 1 de julho de 2018 tinha uma população estimada em 38791 habitantes.